# Divizia Națională 2019
La Divizia Națională 2019 è stata la 29ª edizione della massima serie del campionato moldavo di calcio. La stagione è iniziata il 16 marzo 2019 ed è terminata il 9 novembre 2019. Lo Sheriff Tiraspol ha vinto il torneo per la diciottesima volta nella sua storia.

## Stagione

### Novità
Dalla Divizia Națională 2018 è retrocesso lo Zarea Bălți. Dalla Divizia A 2018 è stato promosso il Codru Lozova.

### Formato
Le 8 squadre si affrontano in doppi gironi di andata-ritorno, per un totale di 28 giornate. La squadra campione di Moldavia si qualifica al primo turno della UEFA Champions League 2020-2021, la seconda e la terza classificata si qualificano al primo turno preliminare della UEFA Europa League 2020-2021, mentre la squadra ultima classificata è ammessa allo spareggio promozione/retrocessione con la terza classificata della Divizia A.

## Squadre partecipanti
| Club               | Città     | Stadio              | Stagione precedente           |
| ------------------ | --------- | ------------------- | ----------------------------- |
| Codru Lozova       | Lozova    | Zimbru-2 (Chișinău) | 1º posto in Divizia A         |
| Dinamo-Auto        | Tiraspol  | Dinamo-Auto         | 6º posto in Divizia Națională |
| Milsami Orhei      | Orhei     | CSR Orhei           | 2º posto in Divizia Națională |
| Petrocub Hîncești  | Hîncești  | Orăşenesc Hîncești  | 3º posto in Divizia Națională |
| Sfîntul Gheorghe   | Suruceni  | Suruceni            | 7º posto in Divizia Națională |
| Sheriff Tiraspol   | Tiraspol  | Sheriff Stadium     | Campione di Moldavia          |
| Speranța Nisporeni | Nisporeni | CSR Orhei           | 4º posto in Divizia Națională |
| Zimbru Chișinău    | Chișinău  | Stadio Zimbru       | 5º posto in Divizia Națională |

## Allenatori e primatisti
| Squadra            | Allenatore                                                                | Giocatore più presente (tra parentesi il numero delle presenze) | Capocannoniere (tra parentesi il numero dei gol segnati) |
| ------------------ | ------------------------------------------------------------------------- | --------------------------------------------------------------- | -------------------------------------------------------- |
| Codru Lozova       | Valeriu Andronic                                                          | Vladyslav Bobrov (27)                                           | Andrei Bursuc (3)                                        |
| Dinamo-Auto        | Igor' Dobrovol'skij                                                       | Valerii Macrițchii (27)                                         | Maxim Mihaliov (10)                                      |
| Milsami Orhei      | Veaceslav Rusnac                                                          | Alexandru Onica (27)                                            | Alexandru Antoniuc (5)                                   |
| Petrocub Hîncești  | Lilian Popescu                                                            | Vadim Gulceac Iaser Țurcan (28)                                 | Vadim Gulceac Dan Taras (6)                              |
| Sfîntul Gheorghe   | Serghei Cebotari                                                          | Petru Ojog (25)                                                 | Vadim Cemîrtan Sergiu Istrati Dmitrii Mandrîcenco (6)    |
| Sheriff Tiraspol   | Goran Sablić (1ª-7ª) Zoran Zekić (8ª-28ª)                                 | Juryj Kendyš (25)                                               | Juryj Kendyš (13)                                        |
| Speranța Nisporeni | Cristian Efros                                                            | Ștefan Efros (28)                                               | Maxim Iurcu (11)                                         |
| Zimbru Chișinău    | Sorin Gulceac (1ª-15ª) Vladimir Aga (16ª-26ª) Veaceslav Sofroni (27ª-28ª) | Dan Pîslă (24)                                                  | Dan Pîslă (5)                                            |

## Classifica finale
|  | Pos. | Squadra            | Pt | G  | V  | N  | P  | GF | GS | DR  |
|  | ---- | ------------------ | -- | -- | -- | -- | -- | -- | -- | --- |
|  | 1.   | Sheriff Tiraspol   | 70 | 28 | 22 | 4  | 2  | 60 | 9  | +51 |
|  | 2.   | Sfîntul Gheorghe   | 53 | 28 | 16 | 5  | 7  | 40 | 28 | +12 |
|  | 3.   | Petrocub Hîncești  | 50 | 28 | 14 | 8  | 6  | 34 | 21 | +13 |
|  | 4.   | Dinamo-Auto        | 41 | 28 | 12 | 5  | 11 | 38 | 37 | +1  |
|  | 5.   | Milsami Orhei      | 39 | 28 | 10 | 9  | 9  | 30 | 28 | +2  |
|  | 6.   | Speranța Nisporeni | 35 | 28 | 8  | 11 | 9  | 29 | 34 | -5  |
|  | 7.   | Zimbru Chișinău    | 16 | 28 | 3  | 7  | 18 | 16 | 43 | -27 |
|  | 8.   | Codru Lozova       | 5  | 28 | 0  | 5  | 23 | 8  | 55 | -47 |

Legenda:
      Campione di Moldavia e ammessa alla UEFA Champions League 2020-2021
      Ammesse alla UEFA Europa League 2020-2021
 Ammessa allo spareggio promozione-retrocessione.

## Risultati

### Partite (1-14)
|                    | CoL  | DiA  | Mil  | Pet  | Sfî  | ShT  | Spe  | Zim  |
| ------------------ | ---- | ---- | ---- | ---- | ---- | ---- | ---- | ---- |
| Codru Lozova       | –––– | 2-5  | 0-3  | 0-1  | 1-2  | 0-2  | 1-3  | 0-3  |
| Dinamo-Auto        | 3-0  | –––– | 0-0  | 0-1  | 3-0  | 0-4  | 0-3  | 0-0  |
| Milsami Orhei      | 0-0  | 3-1  | –––– | 2-0  | 0-3  | 1-2  | 1-1  | 3-0  |
| Petrocub Hîncești  | 1-1  | 0-1  | 1-1  | –––– | 2-2  | 1-0  | 4-1  | 1-0  |
| Sfîntul Gheorghe   | 2-0  | 3-1  | 1-1  | 1-0  | –––– | 0-3  | 0-0  | 2-0  |
| Sheriff Tiraspol   | 2-1  | 3-0  | 0-1  | 2-0  | 5-0  | –––– | 1-0  | 3-0  |
| Speranța Nisporeni | 2-1  | 0-1  | 0-1  | 1-1  | 2-2  | 0-4  | –––– | 1-0  |
| Zimbru Chișinău    | 1-1  | 1-1  | 0-1  | 0-1  | 1-2  | 0-4  | 0-2  | –––– |

### Partite (15-28)
|                    | CoL  | DiA  | Mil  | Pet  | Sfî  | ShT  | Spe  | Zim  |
| ------------------ | ---- | ---- | ---- | ---- | ---- | ---- | ---- | ---- |
| Codru Lozova       | –––– | 0-1  | 0-2  | 0-1  | 0-4  | 0-3  | 0-0  | 0-2  |
| Dinamo-Auto        | 4-0  | –––– | 1-0  | 2-0  | 2-1  | 0-3  | 3-4  | 4-0  |
| Milsami Orhei      | 3-0  | 0-2  | –––– | 0-3  | 0-2  | 1-1  | 0-0  | 1-1  |
| Petrocub Hîncești  | 1-0  | 3-0  | 1-1  | –––– | 0-2  | 0-0  | 2-2  | 1-0  |
| Sfîntul Gheorghe   | 1-0  | 1-0  | 3-0  | 0-2  | –––– | 0-1  | 0-0  | 2-1  |
| Sheriff Tiraspol   | 2-0  | 2-0  | 2-1  | 1-1  | 2-1  | –––– | 3-0  | 3-0  |
| Speranța Nisporeni | 1-0  | 1-1  | 2-1  | 1-3  | 1-2  | 0-0  | –––– | 0-0  |
| Zimbru Chișinău    | 0-0  | 2-2  | 1-2  | 0-2  | 0-1  | 1-2  | 2-1  | –––– |

## Spareggio promozione/retrocessione
Allo spareggio promozione/retrocessione vengono ammesse l'ultima classificata in Divizia Națională (Codru Lozova) e la terza classificata in Divizia A (Spartanii Selemet).
|              | Risultati |                   | Luogo e data               |
| ------------ | --------- | ----------------- | -------------------------- |
| Codru Lozova | 1 - 0     | Spartanii Selemet | Hîncești, 16 novembre 2019 |

## Statistiche

### Classifica marcatori
| Gol |  |  | Giocatore           | Squadra            |
| --- |  |  | ------------------- | ------------------ |
| 13  |  |  | Juryj Kendyš        | Sheriff Tiraspol   |
| 11  |  |  | Maxim Iurcu         | Speranța Nisporeni |
| 10  |  |  | Maxim Mihaliov      | Dinamo-Auto        |
| 9   |  |  | Robert Ndip Tambe   | Sheriff Tiraspol   |
| 6   |  |  | Vadim Cemîrtan      | Sfîntul Gheorghe   |
| 6   |  |  | Vadim Gulceac       | Petrocub Hîncești  |
| 6   |  |  | Sergiu Istrati      | Sfîntul Gheorghe   |
| 6   |  |  | Dmitrii Mandrîcenco | Sfîntul Gheorghe   |
| 6   |  |  | Dan Taras           | Petrocub Hîncești  |